# Max Carver
Max Carver nato Robert Maxwell Martensen (San Francisco, 1º agosto 1988) è un attore statunitense, noto per il ruolo di Preston Scavo nella serie televisiva Desperate Housewives e per quello di Aiden nella serie Teen Wolf.
Ha un fratello gemello anche lui attore, di nome Charlie.

## Biografia
Max Carver nasce il 1º agosto 1988 a San Francisco, in California. Max e suo fratello gemello Charlie compiono gli anni in due giorni diversi, Charlie è nato il 31 luglio e Max è nato 7 minuti dopo di lui, il 1º agosto. Da piccolo si trasferisce in una città nella Napa Valley, dove frequenta la scuola: è qui che ha la sua prima esperienza di recitazione. Continua a studiare recitazione alla ACT di San Francisco, la Interlochen Arts Academy, la University of Southern California. Ha avuto una relazione con Holland Roden, con la quale ha anche recitato sul set di Teen Wolf.

## Filmografia

### Cinema
- Haven's Point - cortometraggio (2010)
- Cliffhanger - cortometraggio (2012)
- Dean Slater: Resident Advisor, regia di Colin Sander (2013)
- Chiedimi tutto (Ask Me Anything), regia di Allison Burnett (2014)
- Mantervention, regia di Stuart Acher (2014)
- Fist Fight, regia di Richie Keen (2017)
- A Midsummer Night's Dream, regia di Casey Wilder Mott (2017)
- The Batman, regia di Matt Reeves (2021)

### Televisione
- Desperate Housewives - I segreti di Wisteria Lane (Desperate Housewives) – serie TV, 62 episodi (2008-2012)
- The Office – serie TV, episodio 6x01 (2009)
- Buona fortuna Charlie (Good Luck Charlie) – serie TV, episodio 1x04 (2010)
- Best Friends Forever – serie TV, episodio 1x04 (2012)
- Halo 4: Forward Unto Dawn, web-series (2012)
- Victorious - serie TV, episodio 3x13 (2013)
- Pericolo in classe (The Cheating Pact), regia di Doug Campbell – film TV (2013)
- Teen Wolf – serie TV, 12 episodi (2013-2014)
- Grand Theft Auto: Give Me Liberty, regia di Sam Sabawi – film TV (2014)
- The Leftovers - Svaniti nel nulla (The Leftovers) – serie TV, 10 episodi (2014)
- The Following – serie TV, episodio 3x04 (2015)
- Filthy Preppy Teen$ – serie TV, 8 episodi (2015)
- Blooms – serie TV (2017-in corso)

## Doppiatori Italiani
- Fabrizio De Flaviis in Desperate Housewives - I segreti di Wisteria Lane
- Mirko Mazzanti in Teen Wolf
- Stefano Crescentini in Chiedimi tutto
- Maurizio Merluzzo in Halo 4: Forward Unto Dawn
- Stefano Macchi in The Batman